# Gila pulchra
Gila pulchra és una espècie de peix cipriniforme de la família dels ciprínids que es troba al riu Chihuahua i els seus afluents (Chihuahua, Mèxic).